# Llampuga
|  | Aquest article tracta sobre el peix. Vegeu-ne altres significats a «llampuga (desambiguació)». |

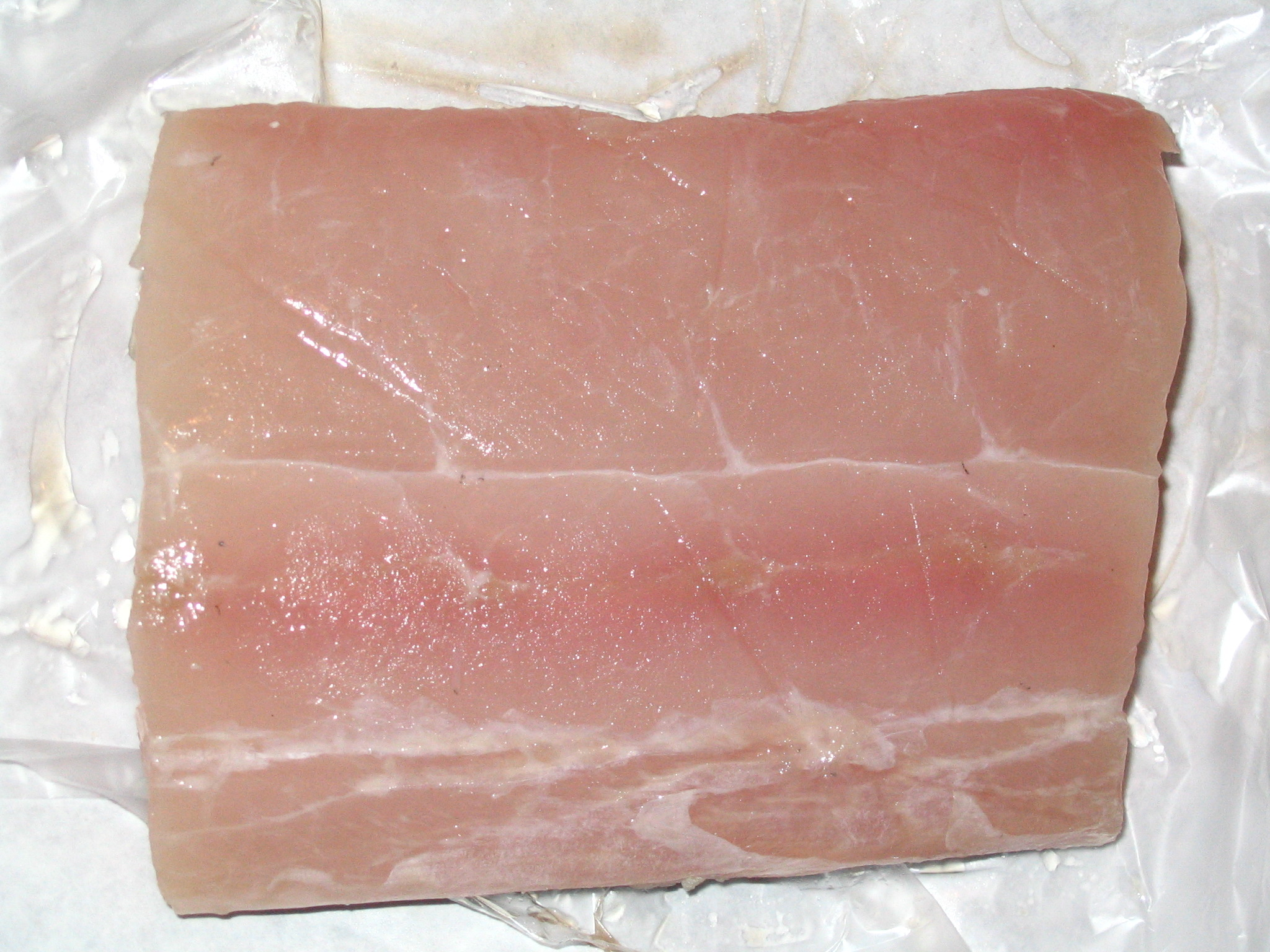
Aspecte de la carn de llampuga

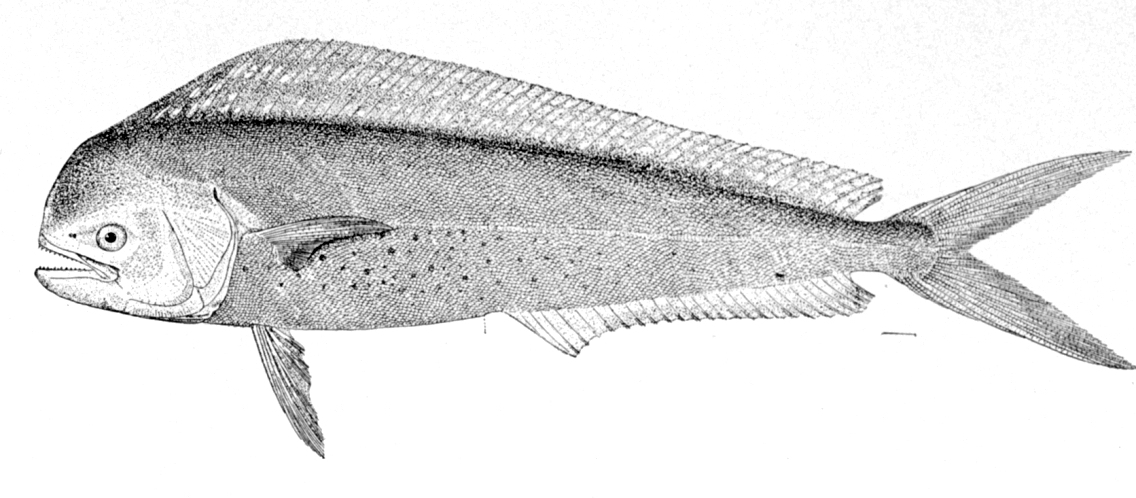
Il·lustració d'un exemplar adult i mascle de llampuga

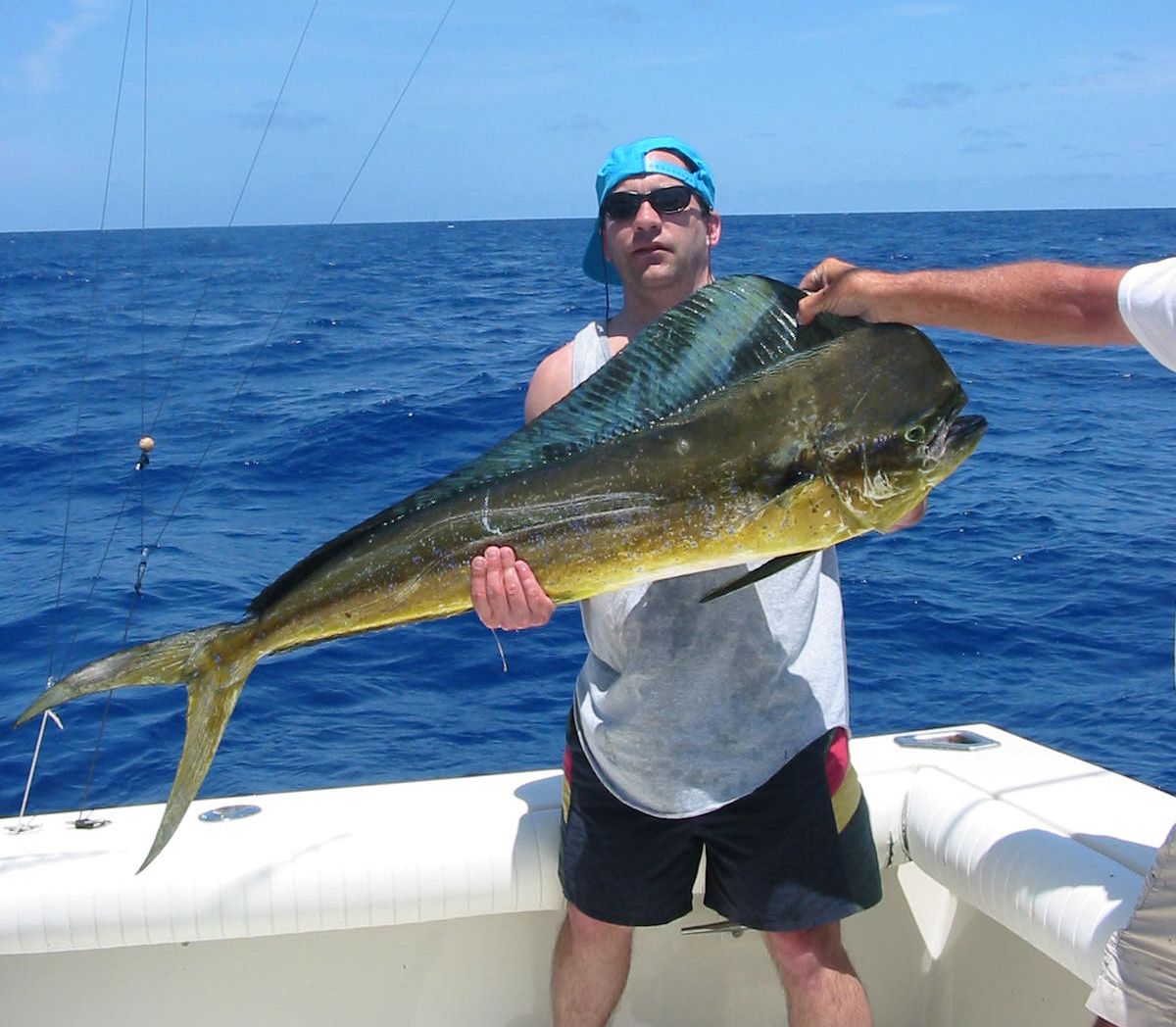
Un exemplar capturar a Islamorada el 2005.

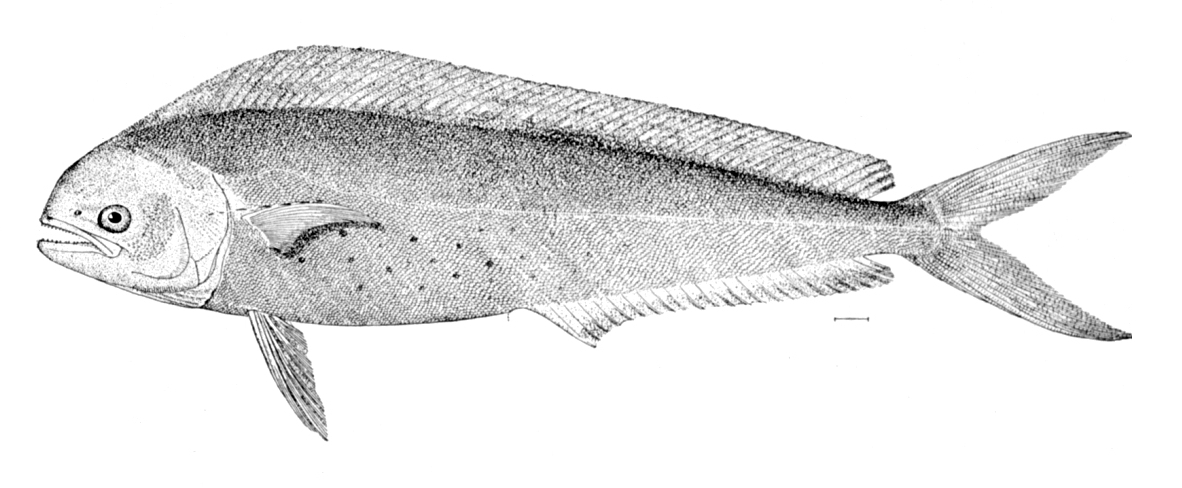
Il·lustració d'un exemplar immadur

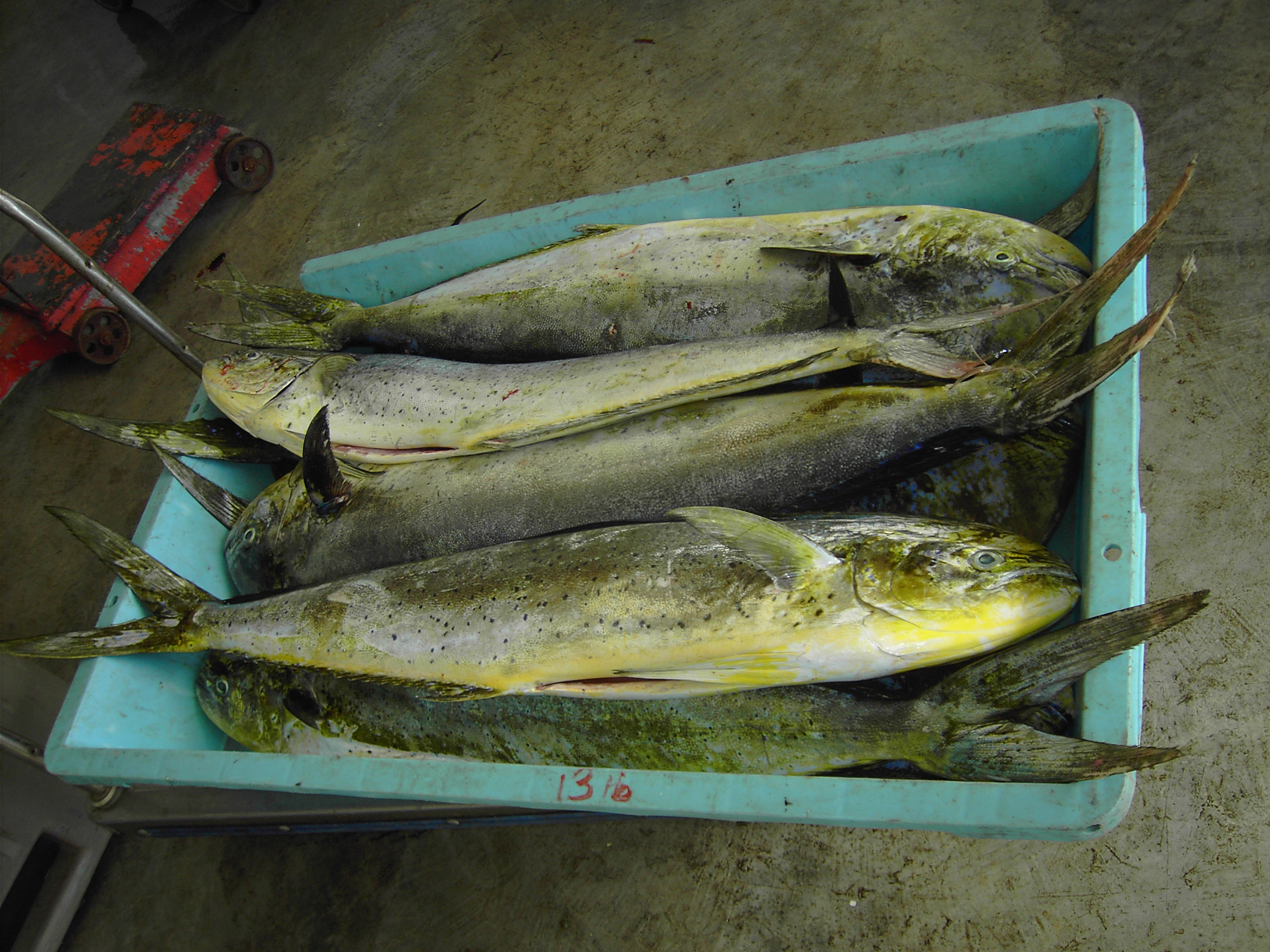
Llampugues capturades a l'illa de Dominica.

La llampuga, llampec o daurat (Coryphaena hippurus) és un peix pelàgic de l'ordre dels perciformes.

## Morfologia
- Pot assolir quasi els 2 m de llargària total amb un pes de 30 kg.
- Cos allargat i deprimit lateralment amb l'alçada màxima al cap.
- La línia lateral presenta una curvatura per damunt la pectoral.
- La boca és obliqua.
- La mandíbula inferior és prominent.
- Les dents són afilades i corbades, presents també a la llengua.
- Presenta dimorfisme sexual: els mascles tenen una cresta a la part posterior del cap i el perfil del cap és quasi vertical.
- Té una aleta dorsal molt llarga i alta, des del cap fins a la caudal.
- L'anal està desenvolupada i és més curta que la dorsal, presenta un radi espinós.
- La caudal és escotada amb els lòbuls bastant llargs i estrets.
- Les pectorals, falciformes, i les pèlviques no són tan desenvolupades.
- Tant el dors com les aletes són de color blau i verd amb reflexos metàl·lics.
- Els costats són platejats amb tonalitats daurades.
- Té taques de color blau metàl·lic per tot el cos.
- Els mascles són més grossos que les femelles[1]

## Reproducció
La taxa de reproducció és elevada. Al Mediterrani es reprodueix a l'estiu quan la temperatura superficial és màxima. Pon devers un milió d'ous que suren per la gran quantitat de greix que tenen. A la Mediterrània ponen tots els ous de cop, però a altres mars la reproducció és parcial: ponen els ous en diverses ocasions. La incubació dura 2-3 dies. El creixement és bastant ràpid.

## Alimentació
És molt voraç, tant que no selecciona el que menja i pot empassar-se plàstics i altres deixalles. L'alimentació és a base de peixos pelàgics i cefalòpodes. Ocasionalment s'alimenta dels invertebrats aferrats a objectes flotants.

## Distribució geogràfica
Es troba als mars i oceans de les zones temperades i tropicals arreu del planeta, així com a la mar Mediterrània. A la part occidental del Mediterrani la seua presència és estacional, ja que només entra durant la tardor.

## Costums
- És pelàgic oceànic i migrador que s'apropa a la costa al final de l'estiu. Viu a les capes superiors.
- S'agrupa en nombrosos bancs i es troba a l'ombra dels objectes flotants, davall els quals fa voltes en cercle.
- En els capcers troba aliment i protecció dels depredadors, hi són desparasitats per altres peixos i descansen de les llargues migracions.
- Poden barrejar-se amb bancs de pàmpols o d'altres pelàgics.
- De nit s'apropen a la costa o als vaixells atrets per la llum.

## Confusió amb altresespècies
Hi ha una espècie semblant (la llampuga borda o llampugó, Coryphaena equiselis) que té el cos més alt i és més petit.

## Pesca
Apareix a Mallorca i a les costes d'Alacant devers mitjan agost i es pesca amb la fluixa, palangres de superfície, xarxes d'encerclament i amb llampugueres als capcers (objectes flotants) fins a l'octubre o novembre.

## Úsgastronòmic

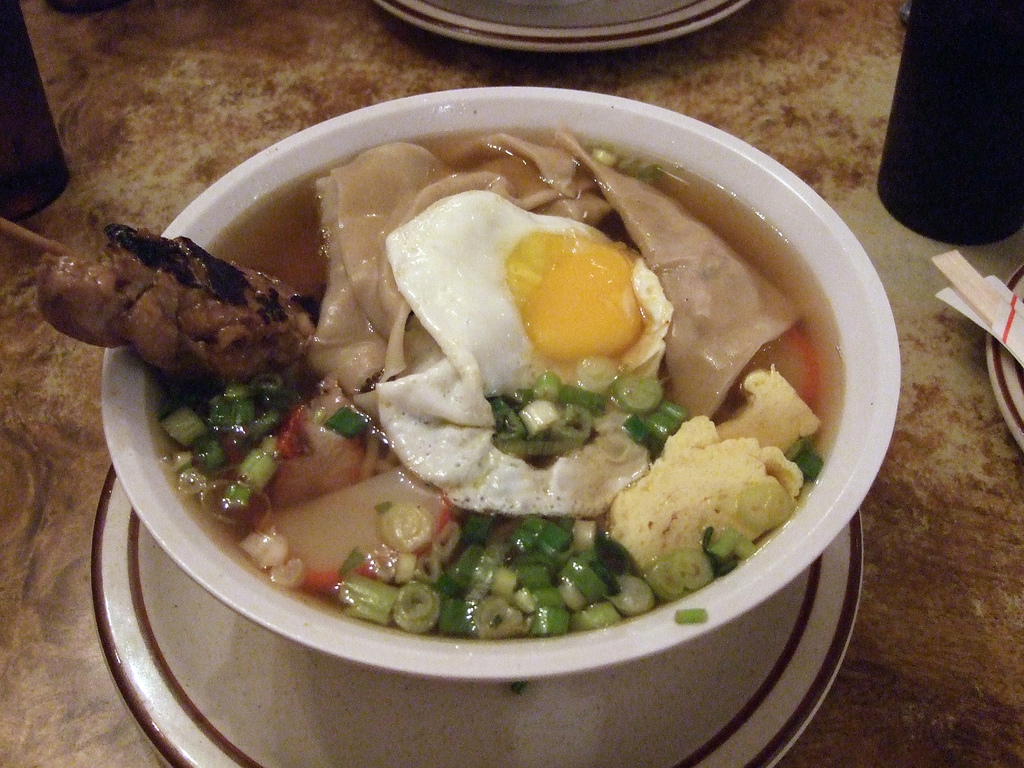
Wonton-saimin en brou de llampuga. Cuina oriental a l'estil de Hawaii

Tot i que va ésser pescada i consumida tradicionalment arreu de la zona costanera de les Balears i del País Valencià, actualment només és un peix comercial a Mallorca.
A Eivissa i a zones costaneres d'Alacant només és menjada per la gent que la coneix. La llampuga pot ser un dels ingredients de la sarsuela de peix.
Aquest peix forma part també de la gastronomia tradicional de Malta, Sicília i d'altres llocs de la Mediterrània.
Comparat amb altres peixos oceànics de talla similar la carn és relativament tova. Té molt bon gust, tant bullida com la planxa o a la brasa. Es pot tallar en filets grans i és fàcil de treure les espines abans de cuinar-la.
És un peix ideal per bullir car produeix un brou de sabor molt agradable, apreciat en gran manera a la cuina de diversos països asiàtics.

## Observacions
Pot arribar a viure 4 anys.